# Grunzschnecke
Die Grunzschnecke (Cantareus apertus, Helix aperta) ist eine Schneckenart aus der Familie der Schnirkelschnecken (Helicidae). Wird das Tier gereizt, gibt es durch schnelles Auspressen von Luft aus der Mantelhöhle beim Rückzug in das Gehäuse knarrende oder grunzende Töne von sich; daher der Name Grunzschnecke.

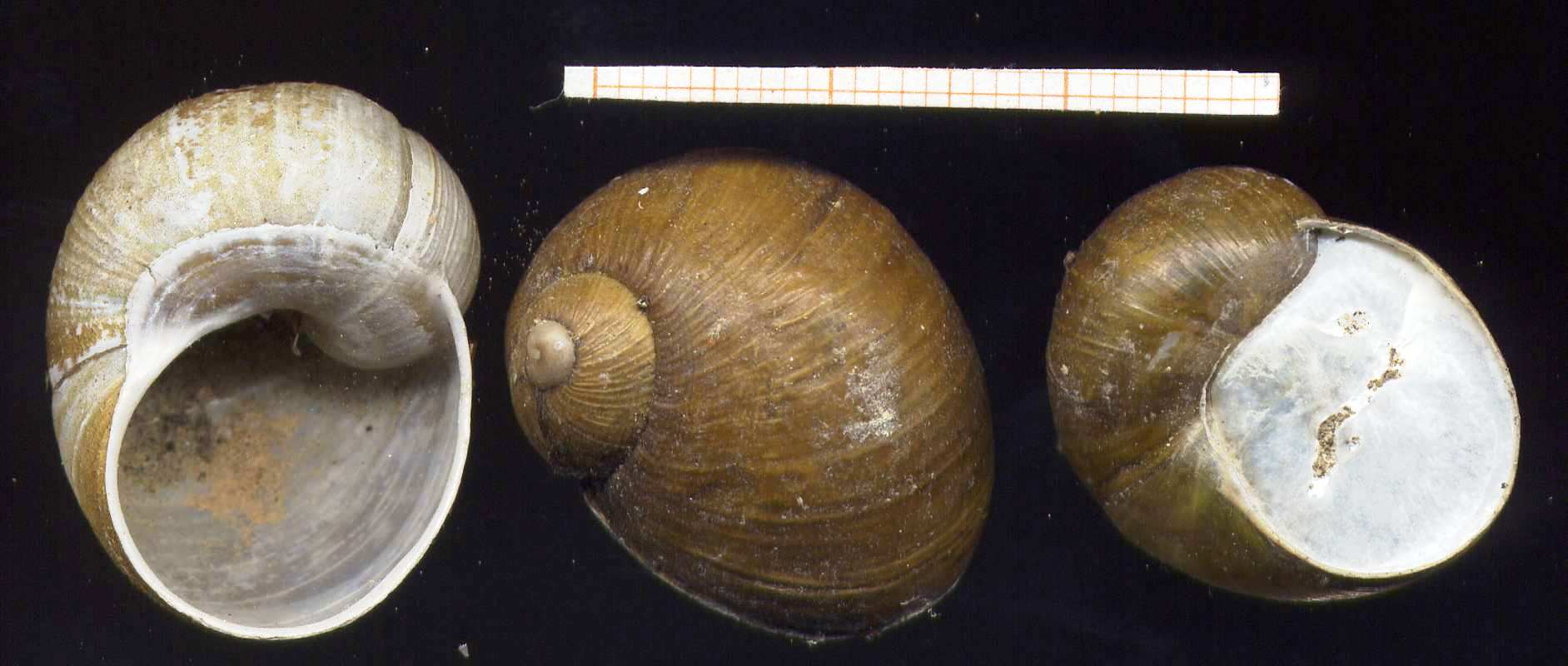
Gehäuse von Helix aperta. Mündung mit leichter Verdickung des Mündungsrandes, Periostracum und Epiphragma

## Merkmale
Das Gehäuse ist kugelig. Es hat ungefähr vier Windungen, wobei die letzte Windung stark aufgebläht ist. Es misst 22 bis 28 × 22 bis 28 mm und weist keinen Nabel auf. Die Mündung ist relativ groß, weit und gerundet, der Mundsaum einfach, lippenartig abgestumpft, selten etwas verdickt, aber nicht umgeschlagen. An der Mündungswand sitzt ein schwacher Callus. Das Periostracum ist gelblich-grün, olivgrün, grünbraun bis hellbraun, aber nicht gebändert oder gemustert. Die Schale ist relativ dünn, mit leichten Falten parallel der Anwachsstreifen.
Die Grunzschnecke legt eine Sommerruhe ein und bildet dafür ein dickes Epiphragma, mit dem die Mündung verschlossen wird.
Der Fuß ist relativ groß mit zwei breiten dunkelbraunen Längsstreifen. Der Körper ist dunkelgrau, die Nackenleiste und die Fühler schwarzgrau. Der Liebespfeil zeigt vier Kanten.

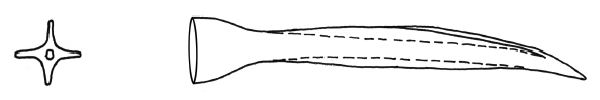
Liebespfeil von Helix aperta

## Geographisches Vorkommen und Lebensraum
Die Grunzschnecke kommt in Südfrankreich westlich der Rhone-Mündung, auf Korsika, Sardinien und Sizilien, auf der Italienischen Halbinsel von Ligurien bis zur Emilia-Romagna, in Apulien, insbesondere im Salento, den Ionischen Inseln, Zentralgriechenland, den Ägäischen Inseln, Zypern und in Nordafrika entlang der Mittelmeerküste vor. Inzwischen ist sie auch in andere Regionen der Welt verschleppt worden, z. B. Australien und Neuseeland.
Sie bewohnt Weinberge, Feldraine, Gärten, aufgegebenes Kulturland, Straßenränder und Macchien. Sie kommt von Meereshöhe bis etwa 500 m über NN vor, selten auch höher.

## Lebensweise
Die Grunzschnecke lebt meist tief eingegraben im Boden und kommt zum Fressen an die Oberfläche. Das Tier ist standorttreu, meist wird immer wieder dieselbe Erdhöhle aufgesucht. Sie ernährt sich wohl überwiegend von frischen krautigen Pflanzen.
Bei Studien an Exemplaren der Grunzschnecke von Tunesien wurde festgestellt, dass das Reproduktionsverhalten durch Kurztagverhältnisse ausgelöst wurde, bzw. durch Langtagverhältnisse gehemmt wurde. Unter Kurztagverhältnissen, 20 °C Temperatur, hoher Luftfeuchtigkeit und ausreichend Futter wurden zwei Generationen innerhalb von 10 Monaten produziert. Unter Zuchtbedingungen wurden bis zu 40 Eier pro Gelege abgelegt. Der Durchmesser des Eies beträgt 2,3 bis 3 mm. Die Jungen schlüpfen unter den obigen idealen Bedingungen nach 12 Tagen als kleine Miniaturadulte. Der Bruterfolg betrug 80 bis 90 %.
Grunzschnecken halten Sommerruhe zwischen etwa April und September, diese Zeit verbringen sie in einer Erdhöhle. Dabei verschließen sie ihr Haus durch einen Kalkdeckel.

## Haltung als Haustier
Die Grunzschnecke wird manchmal in Salat oder Kohl aus ihrem Heimatland nach Norden verschleppt. Dort kann sie, wie auch andere Schnecken (z. B. Achatschnecken), als Haustier gehalten werden. Salat, Gemüse (wie Karotten und Gurken, auch Süßkartoffeln) und flechtenbewachsene Äste werden gerne als Futter angenommen. Daneben benötigen Grunzschnecken Kalk (Eierschalen oder Sepiaschulp) zum Aufbau ihres Hauses.

## Gefährdung, Schutz und Schadwirkung
Die Grunzschnecke ist in vielen Gebieten ihres ursprünglichen Verbreitungsgebietes durch Sammeltätigkeit für Speisezwecke selten geworden. In Frankreich ist daher das Sammeln für kommerzielle Zwecke verboten. In anderen Regionen, vor allem dort, wo sie eingeschleppt wurde, z. B. Australien und Neuseeland, tritt sie gelegentlich als Schädling an Feldfrüchten auf.

### Online
- Animal Base – Helix aperta Born, 1778